# Guzówka-Kolonia
Guzówka-Kolonia – wieś w Polsce położona w województwie lubelskim, w powiecie biłgorajskim, w gminie Turobin. Leży  w ciągu dróg powiatowych Nr 2315L i Nr 2900L stanowiących połączenie dróg wojewódzkich Nr 835 i Nr 848. Jest najdalej na północ wysuniętą wsią powiatu biłgorajskiego. 
| SIMC    | Nazwa     | Rodzaj    |
| ------- | --------- | --------- |
| 0903104 | Polesiska | część wsi |

W latach 1975–1998 miejscowość administracyjnie należała do województwa zamojskiego.
Wieś jest sołectwem w gminie Turobin. Według Narodowego Spisu Powszechnego z roku 2011 wieś liczyła 364 mieszkańców i była piątą co do liczby ludności miejscowością gminy.